# Le sabbie del Kalahari
Le sabbie del Kalahari (Sands of the Kalahari) è un film del 1965 diretto da Cy Endfield.

## Trama
Il pilota di un aeroplano che trasporta cinque persone, investito da un sciame di locuste, è costretto ad effettuare un atterraggio di emergenza nel deserto del Kalahari. Dal velivolo in fiamme tutti i passeggeri riescono a fuggire nel deserto. Sturdevant, pilota e proprietario del velivolo, conduce i sopravvissuti presso una grotta, dove possono procurarsi acqua e cibo, ma uno dei superstiti, armato di fucile, pensa che in sei non riusciranno mai a salvarsi, perciò decide di sfoltire il gruppo usando l'arma in suo possesso.

## Produzione
Il film venne prodotto in Inghilterra dal regista Cy Endfield insieme all'attore Stanley Baker.